# Макай, Малки
Малкольм Джордж Макай (англ. Malcolm George Mackay; род. 19 февраля 1972, Белсхилл, Ланаркшир) — шотландский футболист, защитник; тренер. Провёл 5 матчей за сборную Шотландии.

## Биография

### Клубная карьера
Макай родился в Беллшилле, начал свою карьеру в родной Шотландии, пройдя через молодёжный состав «Куинз Парк», прежде чем присоединиться к «Селтику» летом 1993 года. Он дебютировал за «Селтик» 13 мая 1995 года в гостевом матче против «Данди Юнайтед», завершившимся со счётом 1:0.
Его первый гол в составе «Селтика» был забит 27 апреля 1996 года в гостевой победе над «Партик Тисл» со счётом 4:2. За пять лет в составе клуба из Глазго он провёл 46 матчей, а в сентябре 1998 года переехал в Англию, перейдя в «Норвич Сити» за 350 000 фунтов стерлингов после одноматчевой аренды. Макай играл за «Норвич» в течение шести сезонов и добился выхода с командой в Премьер-лигу по итогам сезона 2003/04.
10 сентября 2004 года перешёл в «Вест Хэм Юнайтед», в котором играл в течение одного сезона.
19 августа 2006 года перешёл в «Уотфорд», в котором отыграл три сезона, а «Уотфрод» вылетел из Премьер-лиги по итогам сезона 2006/07. Завершил карьеру в этом же клубе в 2008 году.

### Тренерская карьера
Работал главным тренером «Уотфорда» (2009—2011), «Кардифф Сити» (2011—2013) и «Уиган Атлетик» (2014—2015), а также возглавлял сборную Шотландии в качестве временного главного тренера. В течение двух сезонов возглавлял клуб «Росс Каунти», из которого был уволен в ноябре 2023 года после серий из 9 матчей без побед.